# Noul val al heavy metal-ului american
Noul val al heavy metal-ului american (eng. New Wave of American Heavy Metal, abreviat NWOAHM), este un curent muzical de heavy metal ce a apărut în Statele Unite în prima jumătate a anilor 1990, și s-a extins în lume la începutul-jumătatea anilor 2000. Majoritatea trupelor considerate a fi parte a curentului, s-au format la finele anilor 1980, dar au devenit influente sau populare abia peste un deceniu. Termenul NWOAHM este o referință către Noul val al heavy metal-ului britanic, un curent de la sfârșitul anilor 1970.

Deși termenul a fost utilizat de mass-media cu o frecvență ascendentă în anii 2000-2010, definiția sa nu a fost definită complet încă iar tendința recentă este cea de a împărți trupele în categorii specifice precum Groove, Crossover, Metalcore sau Nu Metal, redenumire datorată și faptului că aceste stiluri s-au extins în afara Statelor Unite (de exemplu: Parkway Drive - Australia; Caliban - Germania; Bring Me The Horizon - Anglia).

Câteva din trupele curentului dat sunt considerate că au reîntors heavy metal-ul înapoi în mainstream. Bazele curentului muzical sunt atribuite formațiilor Pantera, Hatebreed, Biohazard, Slipknot, and Machine Head.

## Istoric
Mișcarea Noul val al heavy metal-ului american, își are originea într-un grup de acțiuni post-grunge din anii '90 care au adus heavy metal-ul ”înapoi la nucleul brutalității sale, și se trage nu din formula blues-ului tradițional ci din New York hardcore, Thrash metal și Punk rock”.

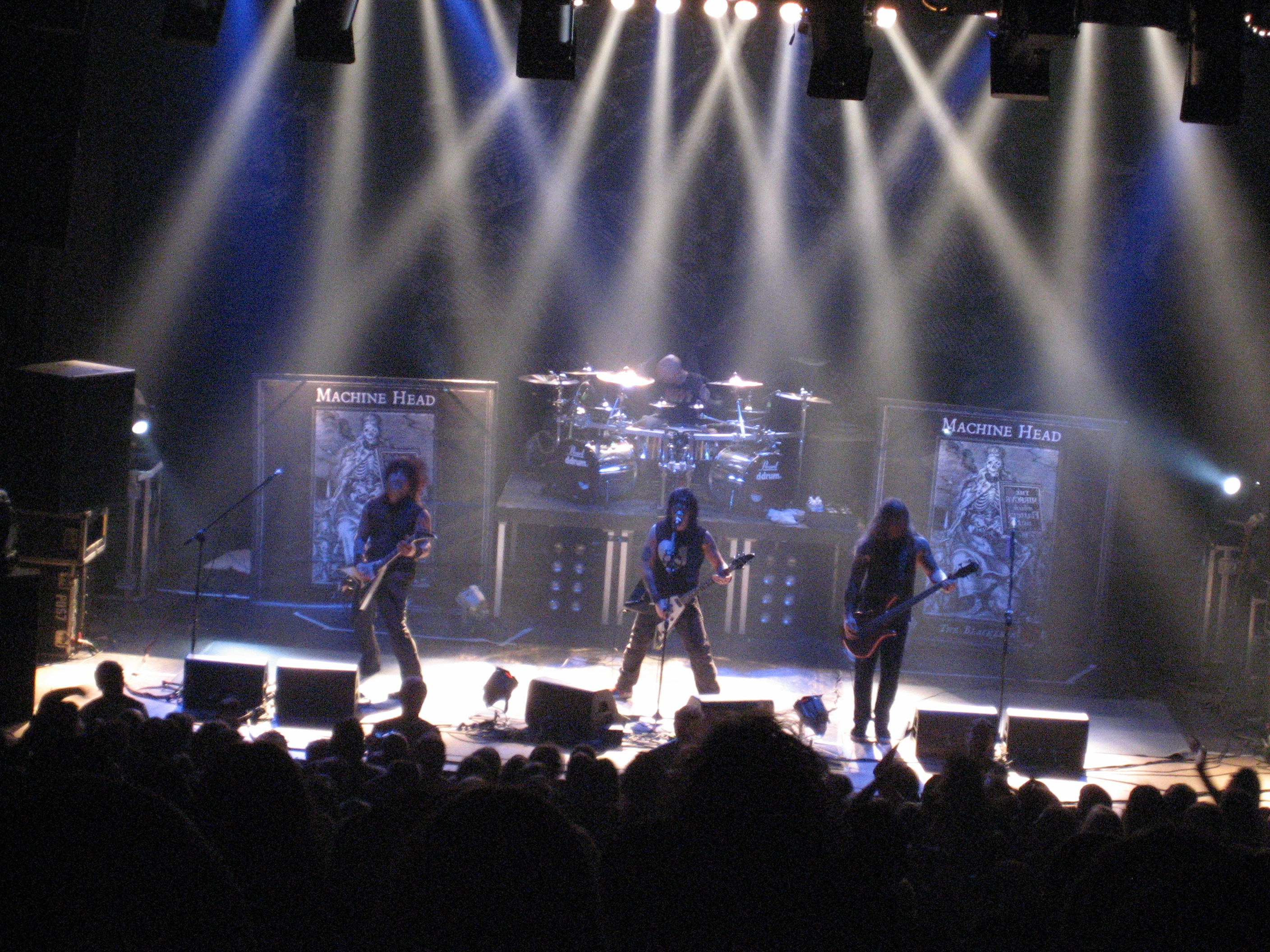
Machine Head

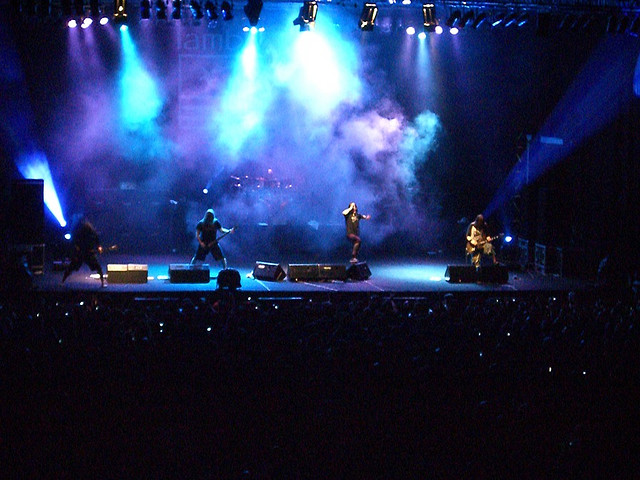
Lamb of God în 2009

## Listă formații NWOAHM
| - The Acacia Strain - Agnostic Front - The Agony Scene - A Life Once Lost - Alkaline Trio - All That Remains - As I Lay Dying - Atreyu - Avenged Sevenfold - Becoming the Archetype - Between the Buried and Me - Biohazard - The Black Dahlia Murder - Black Label Society - The Blamed - Bleeding Through - Bury Your Dead - Byzantine - Cannae - Candiria - Cave In - Chimaira - Common Dead - Coalesce - Converge | - Damageplan - Darkest Hour - Demon Hunter - DevilDriver - The Dillinger Escape Plan - Disturbed - Drowning Pool - Dry Kill Logic - Eighteen Visions - Every Time I Die - Fear Factory - God Forbid - Hatebreed - High on Fire - Ill Niño - Killswitch Engage - Kittie - Korn - Lamb of God - Life of Agony - Machine Head - Martyr A.D. - Mastodon - Misery Signals - Most Precious Blood - Mudvayne | - Neurosis - Norma Jean - Otep - OvercastOvercast - Pantera - Poison the Well - The Red Chord - Remembering Never - Rise Against - Sevendust - Shadows Fall - Soulfly - Slipknot - Still Remains - Strapping Young Lad - Stuck Mojo - Suicide Silence - Superjoint Ritual - System of a Down - Terror - Throwdown - Trivium - Unearth - Winter Solstice - Zao |